# گلوما
گلوما (به لاتین: Glomma) یک رود در نروژ است که در روروس واقع شده‌است.
گلوما طولانی‌ترین و پرآب‌ترین رودخانهٔ نروژ است. از بلندی‌های تیدال، در استان تروندلاگ تا فردریکستاد، در استان اوستفولد، رودخانه گلوما ۶۲۳ کیلومتر امتداد دارد. گلوما، دومین رود طولانی در کشورهای شمال اروپا است. مساحت حوضهٔ آبریز رودخانهٔ گلوما، ۴۱۹۷۰(چهل و یک هزار نهصد و هفتاد) کیلومتر مربع است. از این مساحت، ۴۲۲ کیلومتر مربع آن در کشور سوئد واقع شده‌است. مساحت حوضه آبریز رودخانهٔ گلوما، در نروژ ۱۲٫۸ در صد از کل مساحت این کشور را شامل می‌شود.
سرچشمهٔ اصلی رودخانهٔ گلوما، در مناطق کوهستانی شمال شرقی شهرستان روروس در استان تروندلاگ، واقع شده‌است. بخش دیگری از حوضهٔ آبریز این رودخانه، متعلق به کشور سوئد است. رودخانهٔ گلوما درست پیش از آبشار سارپ در سرپسبرگ، به دو شاخه، تقسیم می‌شود. شاخهٔ اصلی به سمت شرق، از میان شهرستان سرپسبرگ عبور می‌کند. در ادامه، این شعبات نیز به شاخه‌های کوچکتری تقسیم شده و نهایتاً در فردریکستاد، پایان یافته محسوب می‌گردند. حوضهٔ آبریز رودخانهٔ گلوما در نروژ، شامل استان‌های تروندلاگ، اینلاندت، ویکن؛ و نیز تا حدودی استان‌های موره او رومسدال و اسلو می‌شود.